# Gesetz über befriedete Bezirke für Verfassungsorgane des Bundes
Das Gesetz über befriedete Bezirke für Verfassungsorgane des Bundes vom 8. Dezember 2008 (BGBl. I S. 2366) schafft einen räumlichen Bereich für den Deutschen Bundestag, den Bundesrat und das Bundesverfassungsgericht, innerhalb dessen öffentliche Versammlungen im Allgemeinen verboten sind.
Der befriedete Bezirk wird auch als Bannmeile oder Bannkreis bezeichnet. Die Vorschriften eines entsprechenden Bannmeilengesetzes vom 6. August 1955 (BGBl. I S. 504) gingen bereits in der ursprünglichen Fassung des BefBezG vom 11. August 1999 (BGBl. I S. 1818) auf.
Bis zum Inkrafttreten der Neufassung des BefBezG am 11. Dezember 2008 waren weitere Regelungen zum Bannkreis noch im Versammlungsgesetz enthalten. Mit der Neufassung wurden diese verstreuten Regelungen zusammengeführt.
Da dem Bund seit der Föderalismusreform von 2006 die Gesetzgebungskompetenz für das Versammlungsrecht fehlt, sah der Gesetzgeber seine Befugnis in der „Natur der Sache“ und in Art. 74 Abs. 1 Nr. 1 GG (Strafrecht).